# Vladimir Hernández Botina
Vladimir Hernández Botina es un activista, diseñador, gestor cultural y promotor de proyectos de educación, comunicación, cultura libre e internet.

## Biografía
Hernández Botina ha trabajado como consultor para organizaciones comunitarias, privadas, gubernamentales y no gubernamentales. Participa en proyectos que promueven la práctica de la ciencia abierta, ciencia participativa y ciencia ciudadana. Ha investigado la interacción entre procesos comunitarios y diseño. Fundador de Happy Lab, proyecto con el cual recibió, por parte del Ministerio del Interior de Colombia, el premio Jóvenes innovando para la paz (2014). Coordina el proyecto Biblioteca y Ruralidad con incidencia en Colombia, Ecuador y México, y es cofundador de la Biblioteca Saberes de los Machines en Cumbal, Nariño, así como del festival de ciencia, arte y tecnología "La Ilusión" y la iniciativa Relatos Libres del Pacífico.
Entre los años 2016 y 2018 coordinó el programa de innovación educativa "Cátedra Futuro" de la Gobernación de Nariño. A partir del 2018 y hasta finales del 2019 lideró el eje de emprendimiento e innovación cultural de la Dirección Administrativa de Cultura de Nariño.
Durante el 2019 y 2020, trabajó como investigador para Fundación Karisma en el proyecto de indagación en torno a colectivas de comunicación alternativa en Nariño, Cauca, Putumayo y Caquetá. Es coautor del libro "Voces que caminan territorios", producto de dicha investigación.
Entre 2020 y 2022, desde Swissaid Colombia, acompañó actividades del proyecto de agua y saneamiento rural ASIR-SABA, entre ellas la construcción de la carta abierta por el agua en Cajibío, Cauca. Junto a la misma organización, entre 2022 y 2024 coordinó el proyecto "Niñas y niños que regresan a la escuela"en el municipio de Sincé, Sucre.
En 2023 se unió a la Asociación Colombiana de Bibliotecología, Bibliotecarios y Bibliotecas (ASCOLBI), como subdirector gremial. En 2024 se vinculó, nuevamente, a la Dirección Administrativa de Cultura de la Gobernación de Nariño, esta vez como asesor estratégico y coordinador de la Red Departamental de Bibliotecas de Nariño.
Además, Hernández ha sido gestor de proyectos de circulación musical, así como de promoción y salvaguardia de la oralidad. Proyectos en los cuales promociona las licencias libres y Creative Commons.